# Derek Clarke (Leichtathlet)
Derek Clarke (Derek Stanley Clarke; * 11. Mai 1937; † 7. Juni 1997) war ein britischer Zehnkämpfer.
1966 wurde er für England startend Fünfter bei den British Empire and Commonwealth Games in Kingston. Bei den Leichtathletik-Europameisterschaften in Belgrad kam er auf den 18. Platz.
1964 und 1966 (mit seiner persönlichen Bestleistung von 6864 Punkten) wurde er Englischer Meister.